# ماساکی اوکی
ماساکی اوکی (انگلیسی: Masaaki Ueki؛ زادهٔ ۲۴ مارس ۱۹۳۹) کاراته‌کا اهل ژاپن است.